# أمريكيون إيرانيون

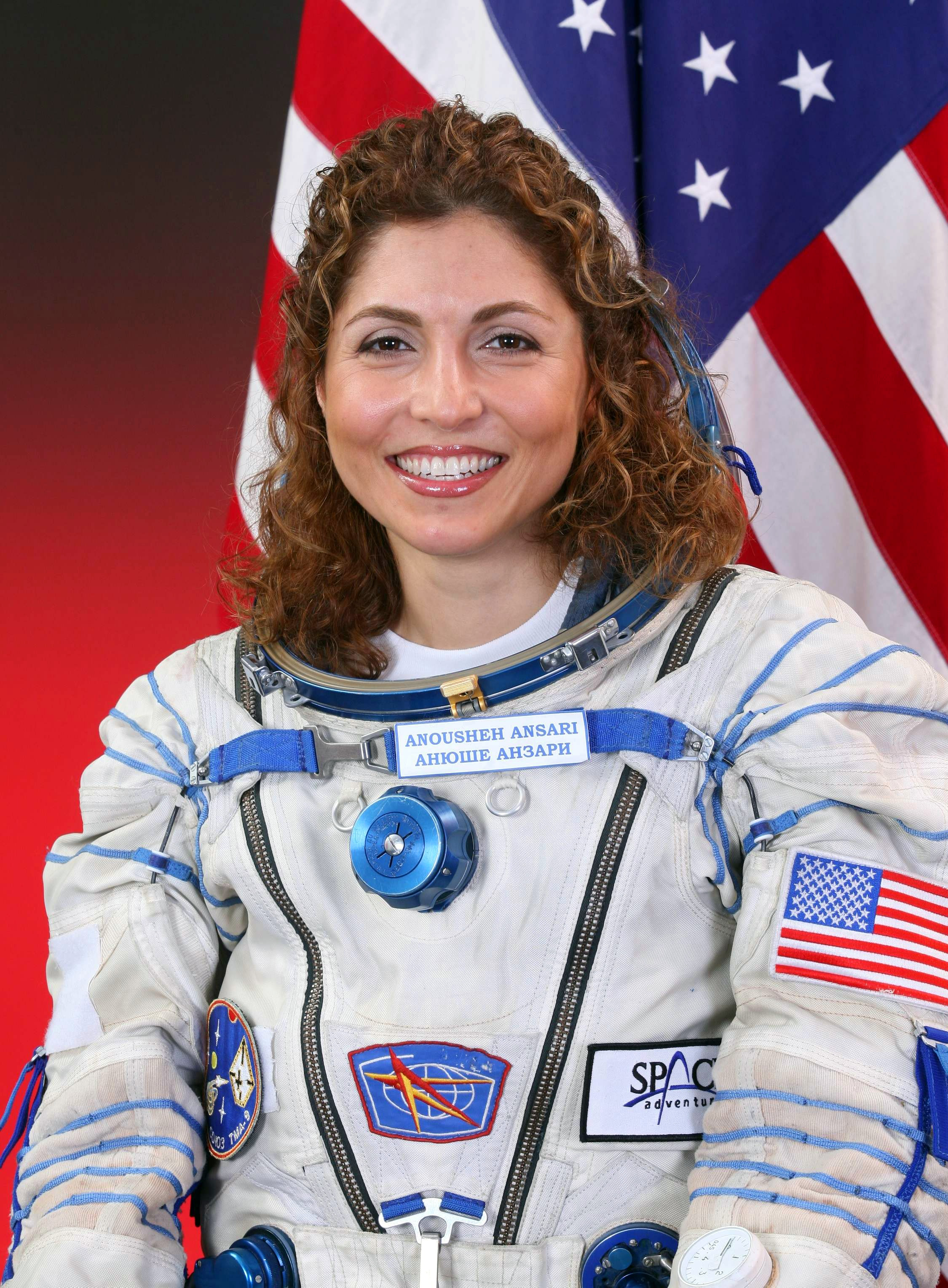
أنوشة أنصاري، أحد الأمريكيات من أصل إيراني.

أمريكيون إيرانيون (بالإنجليزية: Iranian American) (بالفارسية: ایرانیان آمریکا)، هم مجموعة من المواطنين الأمريكيين من أصل إيراني، يبلغ عددهم نحو 448,722 نسمة.

## معرض صور

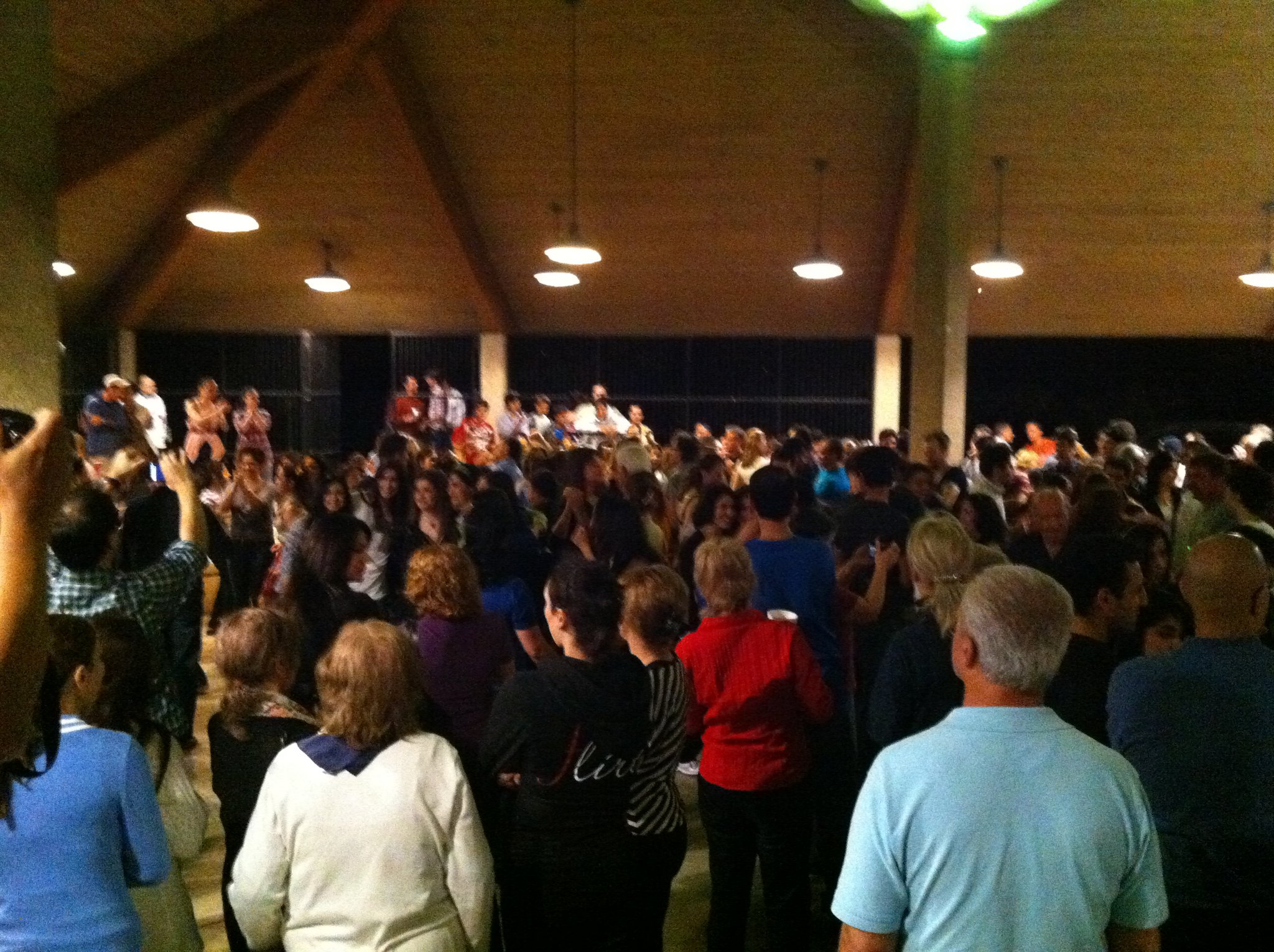
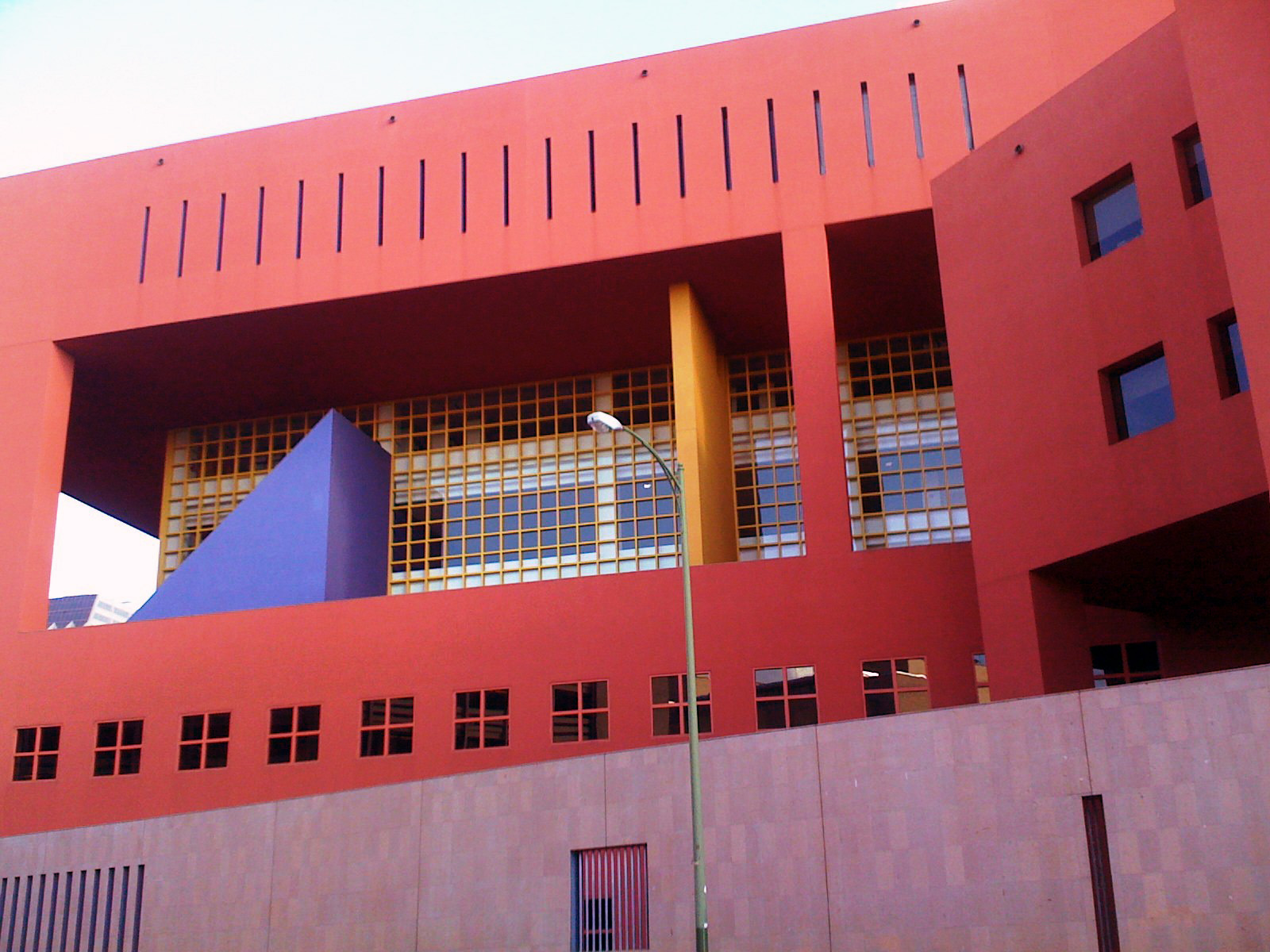
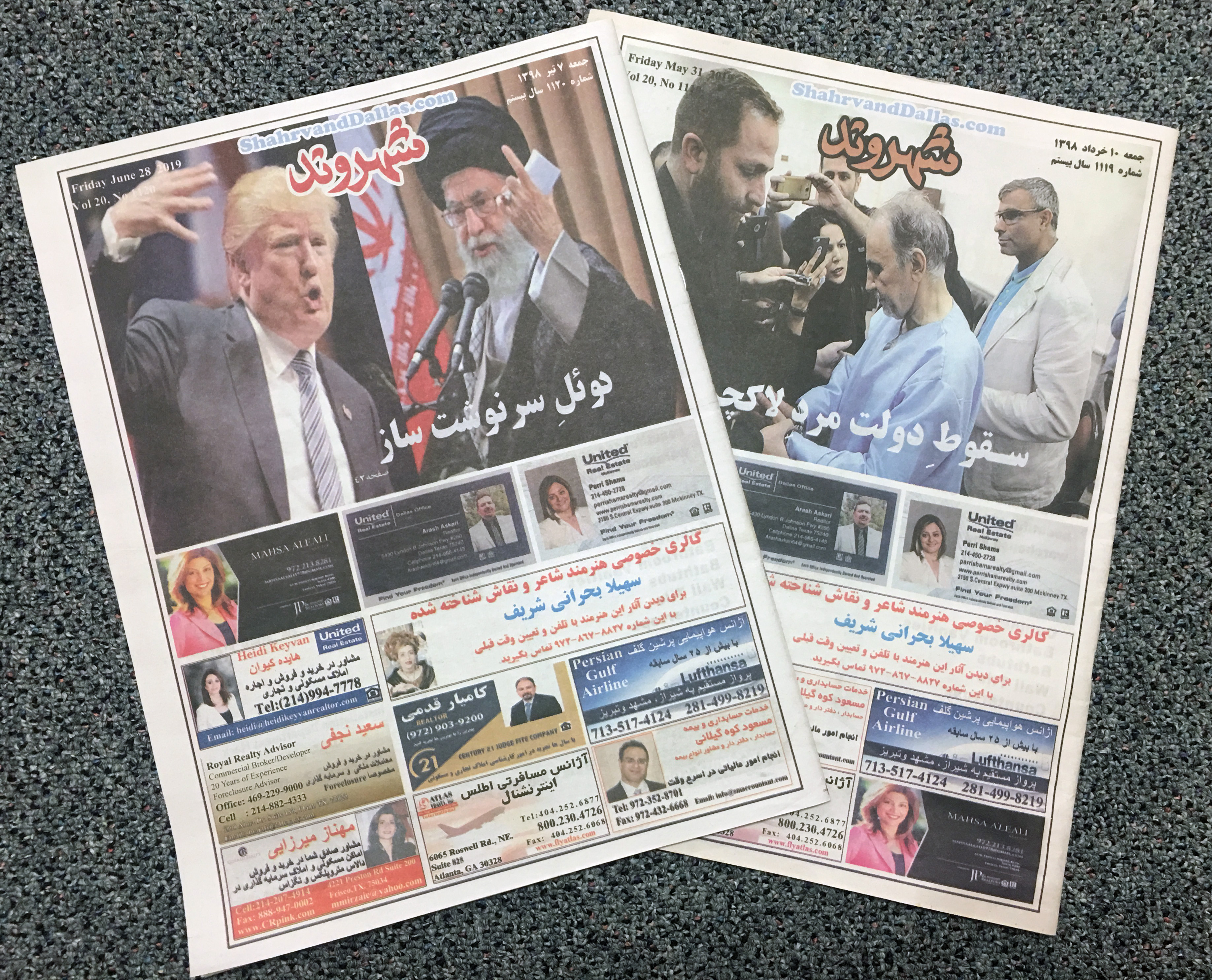
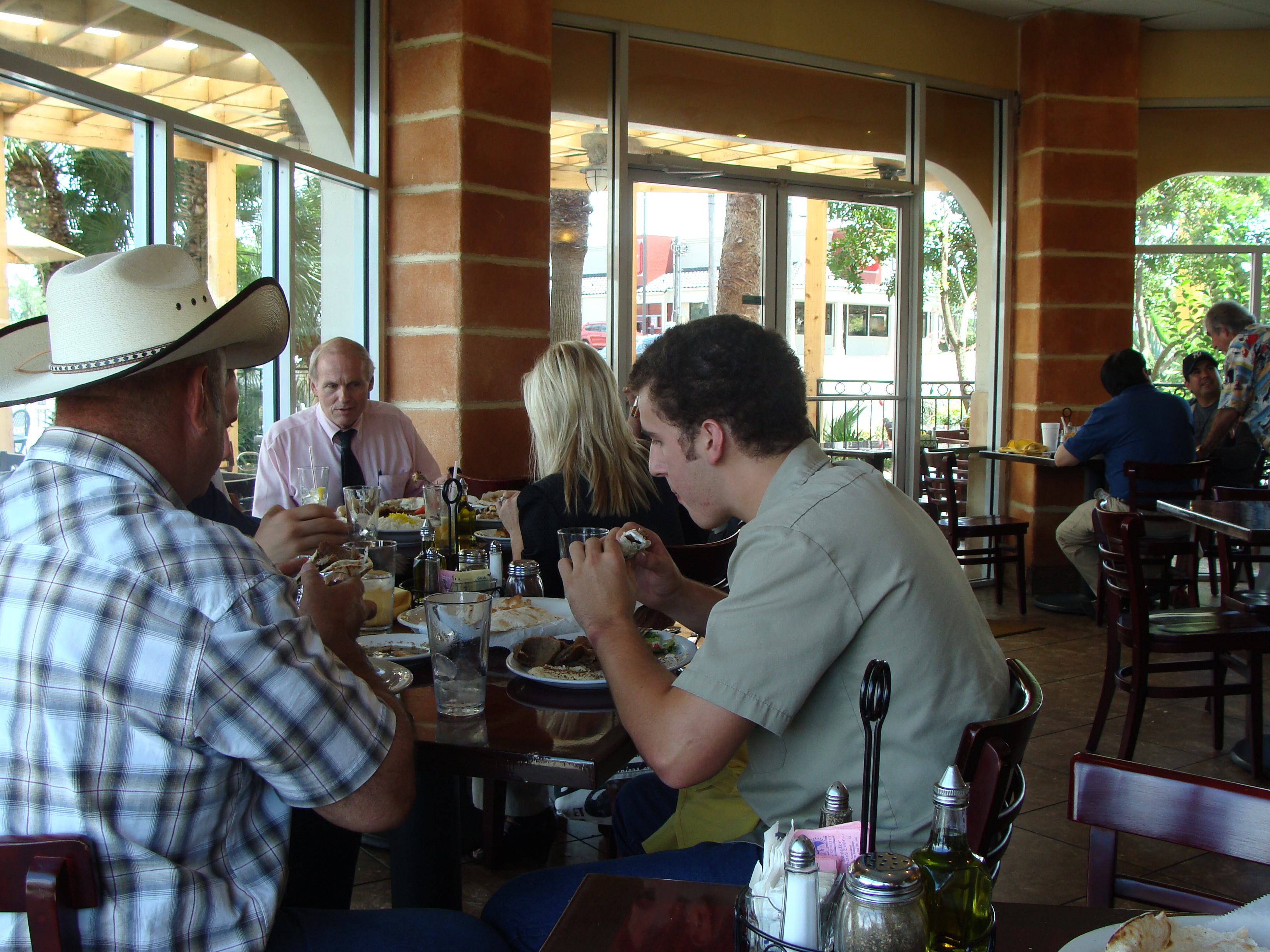

## بعض الشخصيات المهمة
- أنوشه أنصاري.
- دارا خسروشاهی
- فيروز نادري

## وصلات خارجية
- منظمات أمريكية إيرانية - قائمة شاملة
- العمّال الأمريكيون الإيرانيون حسب المهنة، النيويورك تايمز
- Iran Census Report (2003): Strength in Numbers – The Relative Concentration of Iranian Americans Across the United States
- Fact-sheet on the Iranian-American Community (ISG MIT)
- Migration Information Source -Spotlight on the Iranian Foreign Born
- Interest Section of the Islamic Republic of Iran in Washington D.C. – Consular affairs

Videos
- Documentary about Iranian-Americans. بي بي إس (2012)